# Попіл
По́піл (англ. ash)  — легка пилоподібна сіра (рідко чорна або біла) маса, яка залишається після згоряння чого-небудь. Окремо розрізняють вулканічний попіл.

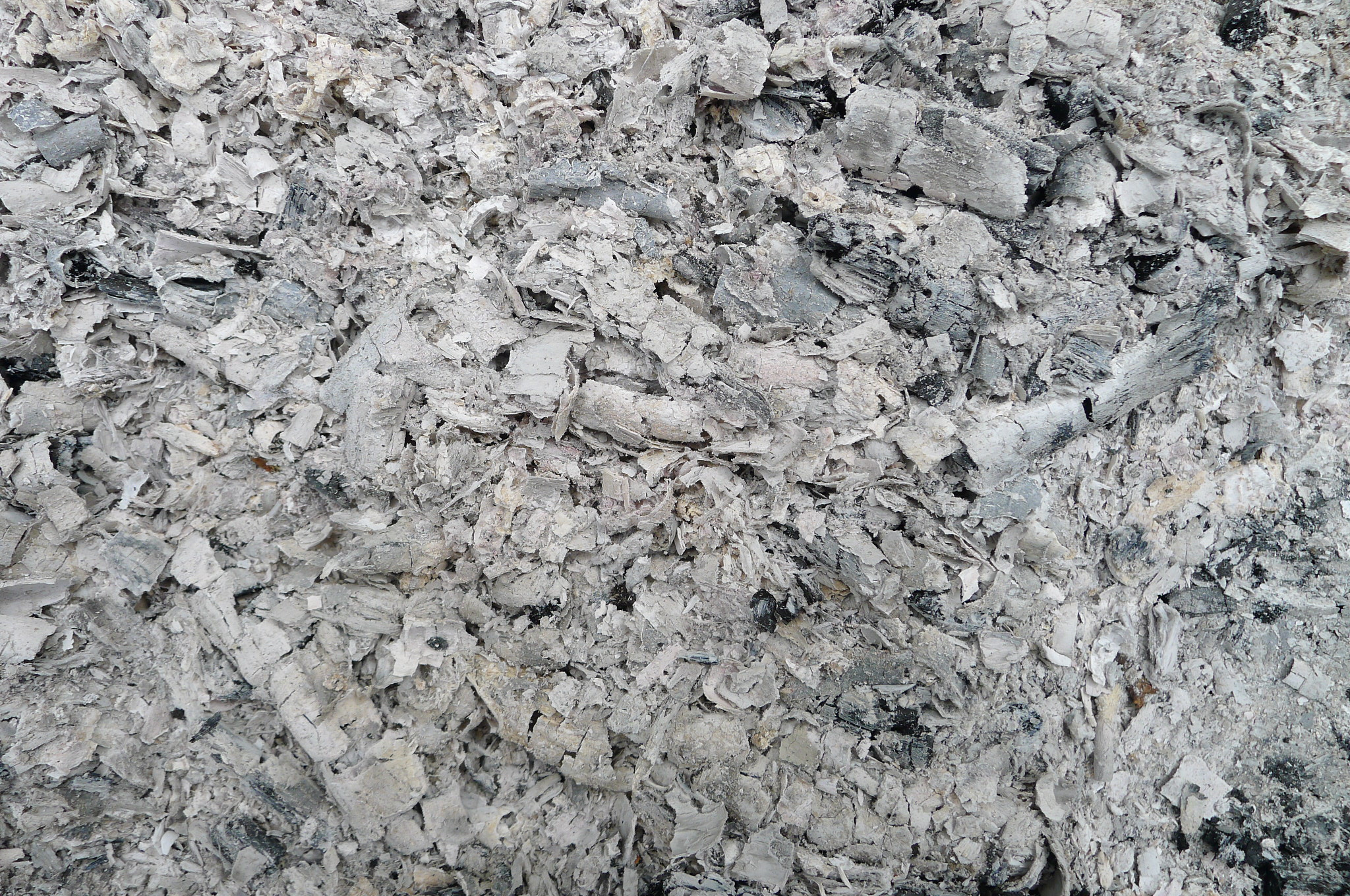
Деревний попіл на місці вогнища, мінеральний залишок від згорання деревини, може використовуватись як мінеральне добриво.

Під час горіння органічної речовини, наприклад деревини, соломи, їхні азот, водень та вуглець перетворюються в летючі з'єднання (вуглекислоту, воду та ін.) під дією кисню повітря, а почасти і свого. Мінеральні ж речовини, як вогнетривкі, залишаються, зазнаючи тільки деякого розкладання.
Вміст попелу в кам'яному і бурому вугіллі перебуває в межах приблизно від 1 до 45 % та більше, в горючих сланцях — від 50 до 80 %, в паливному торфі — від 2 до 30 %, у дровах — зазвичай менш як 1 %, в рослинному паливі інших видів — від 3 до 5 %, в мазуті — частіше до 0,15 %, але іноді вище.

## Використання
У промисловості будівельних матеріалів попіл використовується для виробництва деяких видів бетону. З попелу деякого вугілля видобувають рідкісні та розсіяні елементи, наприклад германій і галій.
У сільському господарстві попіл широко застосовують як добриво, що містить калій у формі поташу (K2CO3), легкорозчинного у воді і доступного рослинам з'єднання. Попіл містить і інші мінеральні речовини, необхідні рослинам, — фосфор, кальцій, магній, сірка, бор, манган та інші макро- і мікроелементи. Високий вміст вуглекислого кальцію в попелі сланців і торфу дозволяє використовувати його для зниження кислотності ґрунтів.

## Історія
За доби Середньовіччя і пізніше попіл відігравав помітну роль у господарстві на території України. Його використовували у ткацтві задля відбілювання полотна, в обробці шкір, виробництві фарб, миловарінні (з кінця XVIII ст.), виробництві поташу тощо. Також попіл деяких видів дерев (дуба та вільхи за Крип'якевичем) вживався у їжу замість солі.
Для перепалювання деревини на попіл знаходили захищене від вітру і заливання дощем місце, котлован. Земля в ньому утрамбовувалася й дерева складались у стоси. При горінні основну увагу приділяли тому, щоб вогонь був малим та повільним, щоб не було великого жару, який перепалює попіл. Під час горіння до дерев підсипали листя, кору, пруття, щоб уповільнити процес. Після спалення попіл збирали та просіювали.
В XIX столітті в зв'язку зі знищенням лісів у Карпатах перепалювання лісу на попіл було заборонене. Рекомендувалося використовувати для цього відходи деревообробки. Вихід попелу з різних порід та типів відходів був виміряний як:
| дуб     | дерево  | 0,2 %  |
| дуб     | галузки | 0,4 %  |
| дуб     | листя   | 5,5 %  |
| дуб     | кора    | 6,0 %  |
| смерека | кора    | 6,28 % |
| смерека | путина  | 2,31 % |
| сосна   | кора    | 2,6 %  |
| сосна   | щутина  | 6,25 % |